# Pyxine daedalea
Pyxine daedalea är en lavart som beskrevs av Krog & R. Sant. Pyxine daedalea ingår i släktet Pyxine och familjen Physciaceae.   Inga underarter finns listade i Catalogue of Life.